# 斯廷卡 (特諾皮爾州)
48°55′15″N 25°14′57″E / 48.92083°N 25.24917°E
斯廷卡（烏克蘭語：Стінка）是烏克蘭的村落，位於該國西部捷爾諾波爾州，由喬爾特基夫區負責管轄，處於德涅斯特河畔，距離科斯米林1.5公里，面積3.74平方公里，2001年人口2,090。